# Гориця (пагорб)

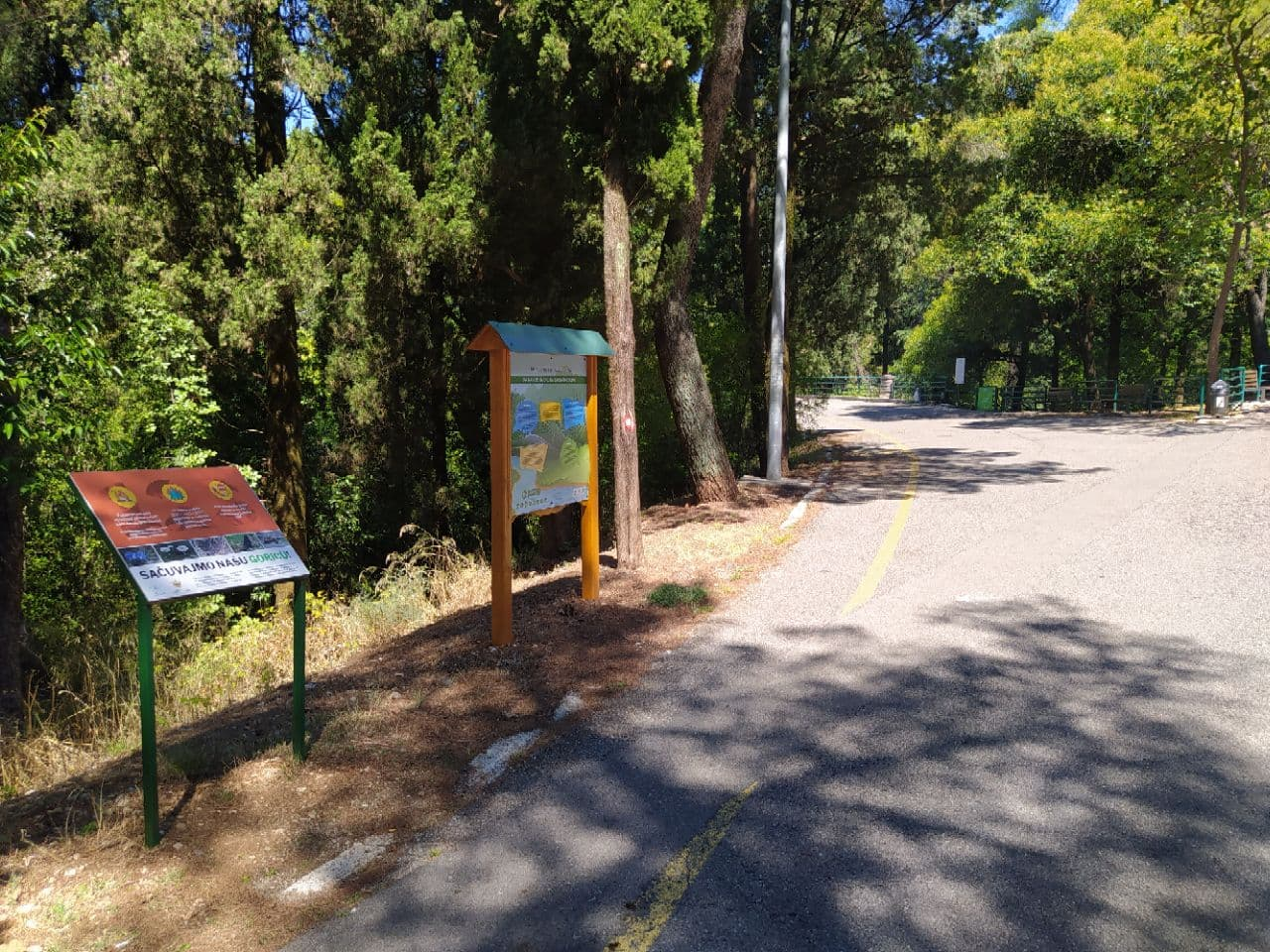
Вхід до парку на пагорбі Гориця

Гориця (чорн. Gorica) — лісистий вапняковий пагорб, розташований у центрі Подгориці, що дав місту сучасну назву (дослівно — «(місто) під Горицею»).
Попри невелику висоту (до 130 метрів) Гориця добре захищає чорногорську столицю від північних вітрів взимку, натомість улітку температура повітря на пагорбі є значно нижчою, аніж у центрі міста.

## Історія
У давнину на пагорбі існувало іллірійське, а потім римське святилище. За часів Діоклетіана на Гориці була встановлена величезна статуя божества із палицею, обвитою змією, — ототожнюваного з Ескулапом або ж Сатурном. З утвердженням християнства статую повалили, а її залишки втопили в річці Морача, а на місці святилища звели церкву святого Георгія.
Арабський географ Аль Масуді називав Горицю «Чорною горою» — можливо її так іменували за темним кольором лісу, що вкривав пагорб. Це повідомлення можна вважати першою згадкою майбутньої назви цілої країни — Чорногорія.
Як у давнину, так і в середньовіччі Гориця була й стратегічної точкою й виконувала функції спостережного пункту.
Після другої світової війни на пагорбі був зведений пам'ятник партизанської слави, а сам пагорб, що на той час вже втратив первісний ліс був знову засаджений деревами й перетворений на парк.
У 2018 році на Гориці був відкритий середземноморський сад.
У 2022 році пагорб був оголошений пам'ятником природи.